# Szabó Miklós (atléta, 1928)
Szabó Miklós (Kecskemét, 1928. december 22. – Budapest, 2022. június 29.) magyar atléta, hosszútávfutó, olimpikon, edző.

## Pályafutása
1950–51-ben a Budapesti DISZ, 1951 és 1963 között a Bp. Haladás, illetve a MAFC atlétája, közép- és hosszútávfutója volt. Nevelőedzője Nagy Sándor (1950), edzői Kismartoni Károly (1951) és Simek Ferenc (1952–63) voltak. 1953 és 1962 között indult a magyar atlétikai bajnokságon, ahol 13 bajnoki címet nyert.
1953 és 1962 között a magyar válogatott keret tagja volt. Részt vett az 1956-os melbourne-i és az 1960-as római olimpián. Melbourne-ben 5 000 méteres síkfutásban a negyedik helyen végzett. Részt vett az 1958-as stockholmi és az 1962-es belgrádi Európa-bajnokságon.
Stockholmban 5 000 méteres síkfutásban a 10. helyen, Belgrádban 10 000 méteren a 22. helyen végzett.
1962-ben a Sportvezető és Edzőképző Intézetben (SEKI) edzői, 1968-ban a Testnevelési Főiskolán atléta szakedzői oklevelet szerzett. 1963-tól tevékenykedett edzőként. 1975-től mesteredző lett. Tanítványai közül Szentiványi Gergely, Kazi Olga, Velekei Márta és Kulcsár Magdolna magyar bajnokok lettek.

## Művei
- Futás nélkül nincsen sport. Budapest, 1966.
- Sportról fiataloknak. 2. Atlétika. Sportiskolai módszertani segédkönyv. Budapest, 1976. (többekkel közösen)

## Sikerei, díjai
Olimpiai játékok – 5 000 m
- - 4.: 1956, Melbourne

Magyar bajnokság
- 5000 m
  - bajnok: 1956
  - 2. (4): 1953, 1958, 1959, 1960
  - 3. (3): 1955, 1957, 1961
- 10000 m
  - bajnok (2): 1957, 1961
  - 2.: 1959
- 4 x 1500 m
  - bajnok: 1957
  - 2. (2): 1955, 1958
  - 3.: 1961
- mezei futás
  - bajnok (2): 1960, 1961
- kis mezei futás (4 km)
  - bajnok: 1957
  - 2.: 1958
- csapat 5000 m
  - bajnok (2): 1958, 1960
  - 2. (2): 1955, 1957
- csapat mezei futás
  - bajnok (2): 1961, 1962
  - 2.: 1954, 1955, 1956
- kis mezei futás csapat
  - bajnok (2): 1957, 1958